# モーゼス・アシュレー・カーティス

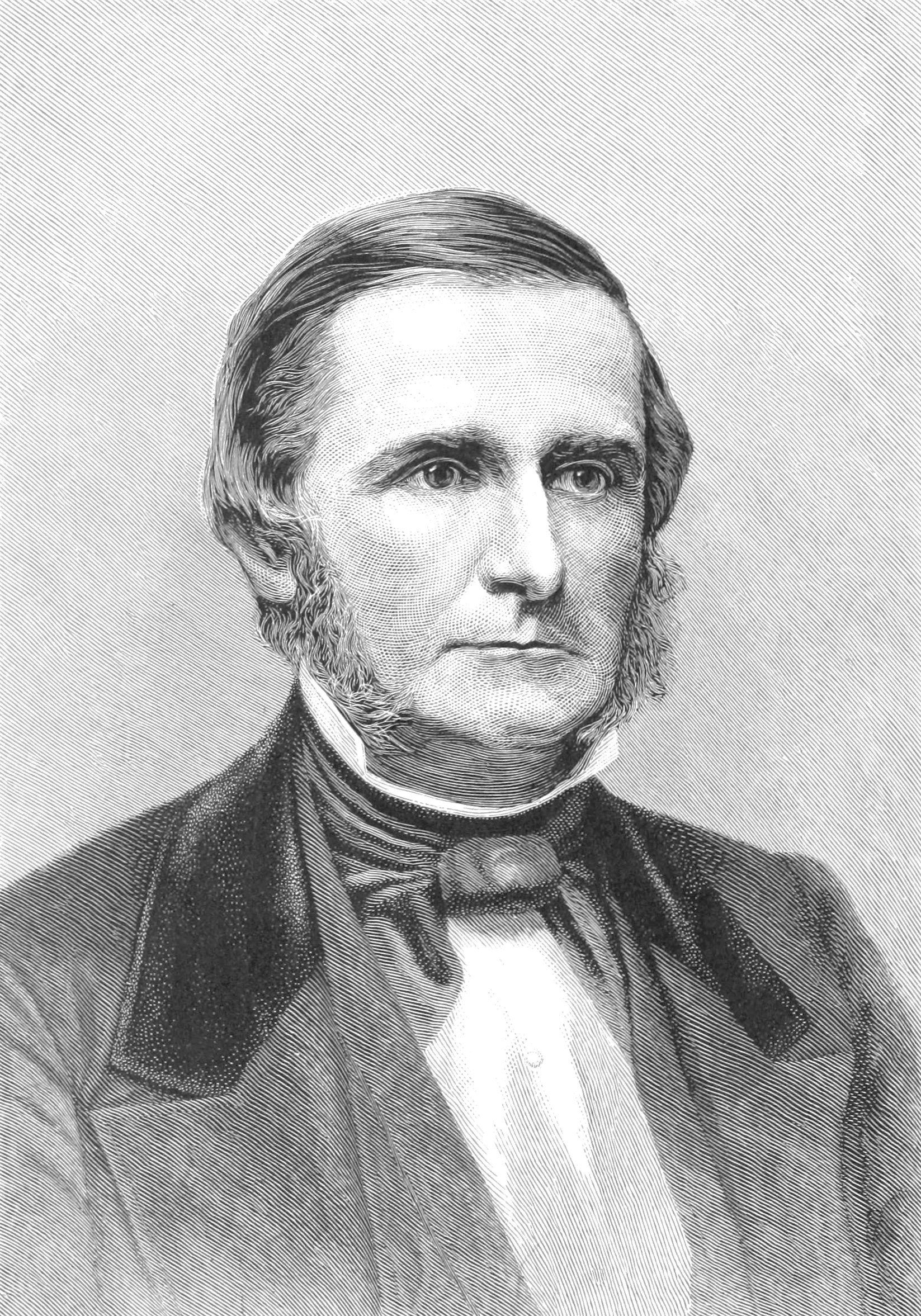
Moses Ashley Curtis

モーゼス・アシュレー・カーティス（Moses Ashley Curtis、1808年5月11日 – 1872年4月10日）はアメリカ合衆国の聖職者、植物学者である。
マサチューセッツ州のストックブリッジで生まれた。ウィリアム・カレッジで学び、卒業後、ノースカロライナ州知事を務めた、ダドリー（Edward Bishop Dudley）の子供たちの家庭教師を務めた。1833年に神学を学ぶためにマサチューセッツ州に戻り、1835年に叙階され、ノースカロライナのレーリーの監督派教会の学校で教えた。1841年にヒルズボロの監督派教会の教区牧師となり、各地で働いた。
植物学の分野では、南部アパラチア山脈を調査し、当時のアメリカ合衆国の有力な植物学者、ジョン・トーリーやエイサ・グレイ、エドワード・ツッカーマンらと交流した。菌類の専門家で、イギリスのマイルズ・ジョセフ・バークリーとともに、アメリカの菌類の研究をした。カーティスの標本はハバード大学のファーロウ標本庫（Farlow Herbarium）に保存されている。

## 著作
- Tercera parte, Botánica, de Natural History Survey of Noth America.
- 1843. Enumeration of Plants Growing Spontaneously Around Willmington, N.C.. Boston J.Nat.Hist.May
- 1849. Berkeley, M.J.; M.A. Curtis. Contributions to the mycology of North America. Am.J.Sci.&Arts
- 1860. Berkeley, M.J.; M.A. Curtis. Characters of new fungi, collected in the North Pacific exploring expedition by Charles Wright. Proc.Nat.Acad.Arts&Sci., USA 4 pp. 111 - 130